# 프레데리크 5세
프레데리크 5세(덴마크어: Frederik V, 노르웨이어: Frederik V, 1723년 3월 31일 ~ 1766년 1월 14일)는 덴마크와 노르웨이의 군주(재위: 1746년 8월 6일 ~ 1766년 1월 14일)이다.

## 생애
1723년 3월 31일 코펜하겐에 위치한 코펜하겐 성에서 크리스티안 6세 국왕과 조피 막달레네의 장남으로 태어났으며 프레데리크 4세 국왕의 손자이기도 하다. 그는 덩치가 크고 얼굴이 붉었으며 코에는 여드름이 나 있었다고 한다.
1746년 8월 6일에 덴마크, 노르웨이의 국왕으로 즉위했다. 경건주의의 영향으로 인해 보수적이었던 아버지와는 달리 프레데리크 5세는 비교적 자유로운 통치를 했다. 그러나 첫 번째 왕비인 루이세가 사망한 이후에 술과 여자를 즐기는 쾌락주의에 심취하게 된다. 이 때문에 아담 고틀로브 몰트케(Adam Gottlob Moltke), 요한 하르트비 에른스트 폰 베른스토르프(Johann Hartwig Ernst von Bernstorff), 하인리히 카를 폰 시멜만(Heinrich Carl von Schimmelmann)과 같은 유능한 각료들이 국정을 대신했다.
1756년부터 1763년까지 일어난 7년 전쟁 기간 동안에 덴마크는 스웨덴, 러시아 제국과 가까운 관계에 있었지만 덴마크의 각료들은 덴마크가 전쟁에 휘말리는 것을 피하기 위한 차원에서 중립 정책을 취했다. 1766년 1월 14일 코펜하겐에 위치한 크리스티안스보르 성에서 사망했으며 그의 시신은 로스킬레 대성당에 안치되었다.

## 자녀
- 첫 번째 왕비 : 영국의 루이세

| 사진 | 이름              | 생일            | 사망                  | 기타                             |
| ---- | ----------------- | --------------- | --------------------- | -------------------------------- |
|      | 크리스티안        | 1742년 12월 7일 | 1747년 6월 3일(1세)   | 요절                             |
|      | 소피아 막달레나   | 1746년 7월 3일  | 1813년 8월 21일(67세) | 스웨덴 왕비(구스타브 3세와 결혼) |
|      | 빌헬미네 카롤리네 | 1747년 7월 10일 | 1820년 1월 19일(72세) | 헤센 선제후 빌헬름 1세의 비      |
|      | 크리스티안 7세    | 1749년 1월 29일 | 1808년 3월 13일(59세) | 덴마크 후임 국왕                 |
|      | 루이제            | 1750년 1월 30일 | 1831년 1월 12일(80세) | 헤센카셀 방백비                  |

- 두 번째 왕비 : 브라운슈바이크의 율리아네 마리

| 사진 | 이름       | 생일             | 사망                  | 기타                    |
| ---- | ---------- | ---------------- | --------------------- | ----------------------- |
|      | 프레데리크 | 1753년 10월 11일 | 1805년 12월 7일(52세) | 크리스티안 8세의 아버지 |

## 같이 보기
- 덴마크의 역사